# Рамбергсваллен
Рамбергсваллен (швед. Rambergsvallen) — многофункциональный стадион в шведском городе Гётеборг. Домашняя арена футбольного клуба «Хеккен». Построен в 1953 году и неоднократно реконструирован (наибольшие изменения претерпел в 1979 и 1983 годах). На данный момент вмещает 7 000 зрителей. Арена расположена на острове Хисинген.

## История
Стадион был построен муниципальными властями и открыт 18 августа 1935 года. Существуют сведения, что в 1956 году его вместимость составляла 5 000 зрительских мест. Кроме футбольного поля и беговых дорожек в 1958 году на территории комплекса была создана ледовая площадка и спортивно-оздоровительный комплекс. Стадион конструктивно приобрёл современный вид после осуществления следующих двух этапов перестройки: в 1979 году была достроена северная галерея, а в 1983 — главная трибуна. По состоянию на начало 2013 года вместимость стадиона составляла 7 000 мест, 3 000 из которых были оборудованы индивидуальными пластиковыми сидениями. Искусственный подогрев на стадионе отсутствовал.
Рамбергсваллен является домашней ареной для футбольных клубов «Хеккен» и «Лундбю». Несмотря на это, ни одной из этих команд стадион не принадлежит, и клубы вынуждены арендовать его у муниципальных властей. Рекорд посещаемости стадиона во время футбольных матчей был установлен 10 апреля 2000 во время игры между «Хеккеном» и «Гётеборгом». За этим поединком наблюдали 8 379 зрителей. В качестве легкоатлетической площадки стадион использовался преимущественно спортивным обществом «Квилле» и разнообразными городскими школами, которые арендуют стадион для проведения спортивных дней и других мероприятий, посвященных физической культуре.
В апреле 2010 года муниципалитет Гётеборга решил провести масштабную реконструкцию арены, превратив Рамбергсваллен в современную футбольную арену вместимостью 7000 зрителей с искусственным покрытием, соответствующим всем нормам, установленным Шведским футбольным союзом для команд, соревнующихся в Аллсвенскан. В процессе реконструкции инфраструктуры стадиона должны полностью исчезнуть все легкоатлетические секторы и беговые дорожки. В 2013 году в бюджете Гётеборга заложено 13 миллионов крон на осуществление перестройки стадиона.